# Heli-Expo
Die VERTICON (bis 2024 HAI Heli-Expo) ist eine vier Tage andauernde, jährlich stattfindende Messe für Hubschrauber und Zubehör, die seit 1946 ausgetragen wird. Sie findet innerhalb der USA an jährlich wechselnden Orten statt. Veranstaltet wird die Messe von Helicopter Association International, einem internationalen Hubschrauberverband. An der Heli-Expo 2013 nahmen 20.393 Besucher aus aller Welt teil und rund 736 Aussteller waren vertreten.

## Funktion der Messe
Hauptsächlich soll die Messe den Ausstellern Werbefläche bieten und die Besucher über Neuerungen in ihrer Branche informieren, was aus den Slogans jeder Messe herauszulesen ist, die immer mit connect („verbinden“) beginnen. So hieß der Slogan für 2013 connect, engage, and succeed und soll im Jahr 2014 connect, discover, and view heißen. Nicht selten wird die Heli-Expo für Produkteinführungen genutzt oder um auf anderen Neuerungen bei den vertretenen Firmen aufmerksam zu machen, wie Firmenfusionen oder neue Zusammenarbeiten. Sie gilt als eine der wichtigsten Hubschraubermessen weltweit.

## Zielgruppe
Die Heli-Expo wendet sich an Fachpublikum aus der Hubschrauberbranche. Neben Besitzern von Hubschraubern besuchen auch Angestellte aus dem Verkauf und dem Marketing, sowie andere Fachleute aus der Branche (Piloten, Wartungspersonal etc.) die Messe. Sie kommen zu knapp über 80 Prozent aus den USA, die restlichen 20 Prozent setzen sich aus weltweit beheimateten Besuchern zusammen.

## Veranstaltungsorte
| Jahr | Veranstaltungsort      | Besucherzahl  | Aussteller |
| ---- | ---------------------- | ------------- | ---------- |
| 1996 | Dallas, Texas          |               |            |
| 1997 | Anaheim, Kalifornien   | 10.000        |            |
| 1998 | Anaheim, Kalifornien   |               |            |
| 1999 | Dallas, Texas          |               |            |
| 2000 | Las Vegas, Nevada      | 13.747        | 440        |
| 2001 | Anaheim, Kalifornien   | 11.500        |            |
| 2002 | Orlando, Florida       | 11.700        |            |
| 2003 | Dallas, Texas          | 12.877        |            |
| 2004 | Las Vegas, Nevada      | 15.000        |            |
| 2005 | Anaheim, Kalifornien   | 16.200        |            |
| 2006 | Dallas, Texas          | 16.629        | 520        |
| 2007 | Orlando, Florida       | 14,806        | 536        |
| 2008 | Houston, Texas         | 16.829–17.373 | 523        |
| 2009 | Anaheim, Kalifornien   | ca. 17.000    | 584        |
| 2010 | Houston, Texas         | ca. 17.000    | 595        |
| 2011 | Orlando, Florida       |               |            |
| 2012 | Dallas, Texas          |               |            |
| 2013 | Las Vegas, Nevada      | 20.393        | 736        |
| 2014 | Anaheim, Kalifornien   | ca. 20.000    |            |
| 2015 | Orlando, Florida       | 18.272        | 735        |
| 2016 | Louisville, Kentucky   | 14.000        | 695        |
| 2017 | Dallas, Texas          | 17,778        | 731        |
| 2018 | Las Vegas, Nevada      | 17.312        | 705        |
| 2019 | Atlanta, Georgia       |               |            |
| 2020 | Anaheim, Kalifornien   |               |            |
| 2021 | New Orleans, Louisiana | ausgefallen   |            |
| 2022 | –                      | ausgefallen   |            |
| 2023 | Atlanta, Georgia       |               |            |
| 2024 | Anaheim, Kalifornien   |               |            |
| 2025 | Dallas, Texas          |               |            |
| 2026 |                        |               |            |

## Weblink
- www.heliexpo.com (Weiterleitung auf die jeweils aktuelle Veranstaltung, derzeit www.rotor.com/Events/HELIEXPO2013)